# Jiří Hedbávný
Jiří Hedbávný (* 19. dubna 1943) je bývalý český hokejový obránce.

## Hokejová kariéra
V československé lize hrál za TJ Gottwaldov. Za Gottwaldov odehrál 3 ligové sezóny, nastoupil ve 40 ligových utkáních, dal 3 góly a měl 1 asistenci. V roce 1968 odešel do Třineckého klubu, ve kterém působil dva roky.

## Klubové statistiky
| Sezona    | Klub              | Soutěž         | Základní část | Základní část | Základní část | Základní část | Základní část |
| Sezona    | Klub              | Soutěž         | Z             | G             | A             | B             | TM            |
| --------- | ----------------- | -------------- | ------------- | ------------- | ------------- | ------------- | ------------- |
| 1962/1963 | TJ Gottwaldov     | 2. liga        | -             | -             | -             | -             | -             |
| 1965/1966 | TJ Gottwaldov     | 1. liga        | 25            | 2             | 1             | 3             | 2             |
| 1966/1967 | TJ Gottwaldov     | 1. liga        | 8             | 1             | 0             | 1             | 2             |
| 1967/1968 | TJ Gottwaldov     | 1. liga        | 7             | 0             | 0             | 0             | -             |
| 1968/1969 | TJ TŽ VŘSR Třinec | Krajský přebor | -             | -             | -             | -             | -             |
| 1969/1970 | TJ TŽ VŘSR Třinec | 2. liga        | -             | -             | -             | -             | -             |